# زرزور
الزَُرْزُور أو الزُّرْزُر أو البَلَسَان (الاسم العلمي: Sturnus)، جنس طير من فصيلة الزرزوريات.أن تصنيف هذه المجموعة معقد، والمراجع الأخرى تختلف اختلافًا كبيرًا في الأنواع التي تضعها في هذا الجنس.

## الأنواع
| صورة | الاسم العلمي     | الاسم العربي   | توزيع                                                                          |
| ---- | ---------------- | -------------- | ------------------------------------------------------------------------------ |
|      | Sturnus vulgaris | الزرزور الشائع | النطاق الأصلي في أوروبا المعتدلة وغرب آسيا                                     |
|      | Sturnus unicolor | زرزور أسود     | شبه الجزيرة الأيبيرية وشمال غرب إفريقيا وجنوب فرنسا وجزر قرشقة وسردينية وصقلية |